# Aurel Vernescu
Aurel Vernescu (Bucarest, 23 gennaio 1939 – Bucarest, 1º dicembre 2008) è stato un canoista rumeno.

## Palmarès

### Olimpiadi
- 3 medaglie:
  - 1 argento (Monaco di Baviera 1972 nel K-4 1000 m)
  - 2 bronzi (Tokyo 1964 nel K-1 1000 m; Tokyo 1964 nel K-4 1000 m)

### Mondiali
- 11 medaglie:
  - 4 ori (Jajce 1963 nel K-1 500 m; Jajce 1963 nel K-1 4x500 m; Berlino Est 1966 nel K-1 500 m; Berlino Est 1966 nel K-2 500 m)
  - 6 argenti (Jajce 1963 nel K-1 1000 m; Jajce 1963 nel K-2 500 m; Berlino Est 1966 nel K-2 1000 m; Copenaghen 1970 nel K-1 4x500 m; Copenaghen 1970 nel K-2 500 m; Belgrado 1971 nel K-1 4x500 m)
  - 1 bronzo (Berlino Est 1966 nel K-1 4x500 m)